# Osaka universitet

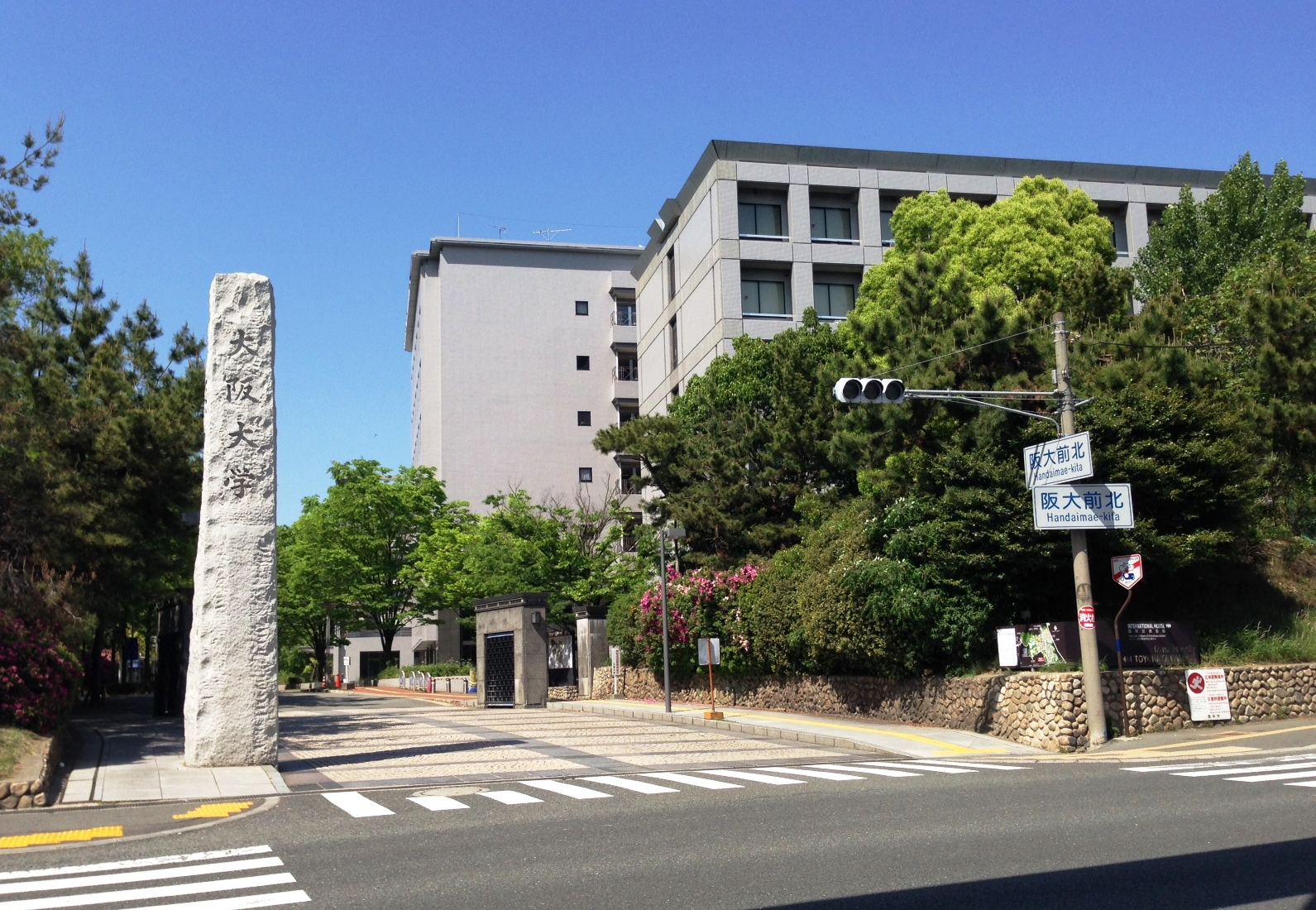
Huvudingången vid universitetets Toyonaka Campus.

Osaka universitet (japanska: 大阪大学?, Ōsaka daigaku), förkortat Handai (阪大), är ett statligt japanskt universitet beläget i Osaka prefektur. Det är ett av de tio högst rankade universiteten i Japan, Designated National University. Universitetet har mer än 25 000 studenter, varav cirka 2 500 av dem är internationella.
Osaka universitet rankas bland de tre främsta universiteten i Japan, tillsammans med Tokyos universitet och Kyoto universitet, och är ett världscentrum för immunologisk forskning.
Universitetets huvudcampus ligger i staden Suita utanför Osaka. Det finns även campus i städerna Toyonaka och Minoh.
Universitetet bildades 1931 och var tidigare känt som Osaka kejserliga universitet (1931), ett av de sju kejserliga universiteten i Japan. Den vetenskapliga avdelningen härstammar från Tekijuku (1838), den största Ransei Juku  under Meiji-eran, och den liberala konstavdelningen härstammar från Kaitokudō (1724), den största Hansei Juku  i västra Japan.

## Personer med anknytning till universitetet
- Hideki Yukawa, Nobelpristagare i fysik 1949
- Akira Yoshino, Nobelpristagare i kemi 2019
- Tadamitsu Kishimoto, Crafoordpriset 2009
- Toshio Hirano, Crafoordpriset 2009
- Osamu Hayaishi, Wolfpriset i medicin 1986
- Hidesaburo Hanafusa, Albert Lasker Basic Medical Research Award 1982
- Shizuo Akira, Robert Koch-priset 2004
- Hiroshi Ishiguro, robotforskare
- Akio Morita, grundare av Sony